# فتق برشی
فتق برشی (انگلیسی: Incisional hernia) به فتق‌هایی گفته می‌شود که ناحیه‌ای از شکم قبلاً در جراحی برش خورده و نسبت به نواحی اطراف ضعیف‌تر است و در اثر یک فشار مانند بلند کردن یک وزنه، ناحیهٔ بخیه شده باز می‌شود.
این گونه فتق در محل یک برش جراحی قبلی که به علت وجود مشکلی بعد از عمل مثل عفونت، تغذیه ناکافی، اتساع شدید یا چاقی به خوبی ترمیم نشده است، اتفاق می‌افتد.